# ژاکلین رز
ژاکلین رز (انگلیسی: Jacqueline Rose؛ زادهٔ ۱۹۴۹)، آکادمیسین بریتانیایی، عضو انجمن پادشاهی ادبیات انگلستان و عضو آکادمی بریتانیا است، که به‌عنوان استاد علوم انسانی در موسسهٔ بیرکبک برای علوم انسانی مشغول به فعالیت است.

## زندگی و کار
رز بابت کارش در مورد رابطه بین روان‌کاوی، فمینیسم و ادبیات شناخته شده‌است. او فارغ‌التحصیل کالج سنت هیلدا در آکسفورد است و مدرک فوق لیسانس خود را از سوربن، پاریس به دست آورده‌است. او دکترای خود را از دانشگاه لندن گرفت، و در آن‌جا تحت نظارت فرانک کرمود تحصیل کرد. خواهر بزرگتر او جیلیان رز، یک فیلسوف بود.
کتاب آلبرتین اثر رز، رمانی نوشتهٔ سال ۲۰۰۱، یک متغیر فمینیستی از رمان در جستجوی زمان ازدست‌رفته، اثر مارسل پروست است.
رز سخنگو و مشارکت‌کننده در نقد کتاب لندن است.
حالات فانتزی (۱۹۹۶) اثر رز الهام‌بخش قطعهٔ موسیقی محمد فیروز با همین نام بود.
در سال ۲۰۲۲، رز به‌عنوان یکی از اعضای انجمن پادشاهی ادبیات انگلستان انتخاب شد.

## انتقاد از اسرائیل
رز به‌شدت از صهیونیسم انتقاد می‌کند، و آن را این‌گونه توصیف می‌کند که "برای یهودیان و نیز فلسطینیان آسیب‌زا بوده‌است".